# Церінг Вангмо
Церінг Вангмо (англ. Tshering Wangmo, народилася Тхімпху?) — бутанська спортсменка, бігун на далекі відстані. 
У 2002 році встановила рекорд Бутану на марафонській дистанції серед жінок.

## Досягнення
- 2002: Марафонський біг — результат 4:54:53 був рекордним для Бутану[1][2].
- 2019: Напівмарафон — результат 2:41:37[3]